# Барсуков, Иван Михайлович
Иван Михайлович Барсуков (1922, железнодорожная станция Чуприяновка, Тверская губерния — 8 августа 1942, деревня Спасская Полисть, Ленинградская область) — советский военнослужащий, участник Великой Отечественной войны, по должности политрук роты 1254-го стрелкового полка 378-й стрелковой дивизии, 59-й армии Волховского фронта, по званию политрук. В бою закрыл своим телом амбразуру пулемёта.

## Биография
Родился в 1922 году на железнодорожной станции Чуприяновка. На фронте с 1942 года, в должности политрука транспортной роты 1254-го стрелкового полка 378-й стрелковой дивизии.
Участвовал в боях в ходе Любанской операции в районе деревень Водосье, Остров, Глушица. 13 апреля 1942 года в ходе боя, возглавлял группу бойцов, был легко ранен, но остался в строю. Награждён Медалью «За отвагу»
8 августа 1942 года при атаке в деревне Спасская Полисть, будучи раненным в обе ноги, закрыл телом амбразуру дзота, который был врыт в насыпь на перекрёстке дорог и из которого вёл огонь крупнокалиберный пулемёт. Был похоронен в селе Спасская Полисть.
Из спецдонесения политотдела 378-й стрелковой дивизии от 4 сентября 1942 года начальнику политотдела 59-й армии:

Тов. Барсуков, ведя группу бойцов в атаку и в целях выполнения задачи и очищения советской земли от гитлеровских захватчиков, отдал свою жизнь общему народному делу, закрыл своим телом амбразуру дзота, чем воодушевил бойцов и командиров на подвиги…— http://www.gov.karelia.ru/Karelia/635/t/635_5.html
В середине 60-х годов жительница Спасской Полисти начала расширять свой огород и наткнулась на останки бойца. По медали «За отвагу» № 51026 было установлено, что останки принадлежат политруку Барсукову. Останки политрука были перезахоронены с воинскими почестями, на могиле установлен памятник. На месте гибели политрука Барсукова, рядом с шоссе Санкт-Петербург — Москва 7 августа 2012 года, установлен поклонный крест.
За подвиг награждён не был. В послевоенное время был награждён Орденом Отечественной войны 1-й степени.